# Rita Taborda Duarte
Rita Taborda Duarte (Lisboa, 1973) é uma escritora, crítica literária e professora.

## Biografia
Licenciou-se em Línguas e Literaturas Modernas − Variante Estudos Portugueses, na Faculdade de Letras da Universidade de Lisboa, onde concluiu também um mestrado em Teoria da Literatura, com uma dissertação intitulada Crítica e Representação: Da Aporia na Crítica de um Texto Poético. Foi assistente estagiária na Faculdade de Letras da Universidade do Porto e assistente convidada na Universidade da Beira Interior. Actualmente é professora adjunta convidada na Escola Superior de Comunicação Social.
Fez crítica literária no suplemento literário do Jornal Público e colabora regularmente com crítica de poesia e ensaio em diversas publicações da especialidade (Relâmpago, Colóquio–Letras, etc.). Foi membro, de 2010-2015, da Comissão de Leitura da Fundação Calouste Gulbenkian, publicando com assiduidade no sítio on line Rol de Livros da mesma instituição.

Vence, em 2003, o Prémio Branquinho da Fonseca, atribuído pela Fundação Calouste Gulbenkian e pelo semanário Expresso, com o original A Verdadeira História de Alice, obra destinada à infância, que, entrando em diálogo com a Alice do outro lado do Espelho, de Lewis Carroll e O Principezinho, de Saint-Exupéry, se desenvolve em torno da perplexidade da criança, face ao uso da língua. Desde essa data, tem publicado com regularidade livros destinados a crianças e jovens ( muitos deles incluídos no Plano Nacional de Leitura), que se caracterizam pela ironia, subversão da realidade e uma particular atenção aos jogos de linguagem.
Em 1998, publicou o seu primeiro livro de poesia, Poética Breve, editado pela Black Sun Editores, a que se seguiram Na Estranha Casa de um Outro: Esboço de uma Biografia Poética (Asa, 2006), subsidiado pelo Ministério da Cultura, com uma bolsa de criação literária e Dos Sentidos das Coisas (Editorial Caminho, 2007), com co-autoria de André Barata. Está representada em diversas antologias literárias.Na editora Abysmo publica o livro de poesia Roturas e Ligamentos (2015), com ilustrações de André da Loba  e As Orelhas de Karenin (Abysmo, 2019), obra finalista do prémio Spa autores e do prémio Casino da Póvoa-Correntes de Escrita na categoria de poesia. Em 2023, reúne os 25 anos da sua obra poética, no volume Não Desfazendo (Imprensa Nacional-Casa da Moeda), vencedor do Prémio Fundação Inês de Castro,  que conta também com um livro inédito, Uma Pedra na Boca.

## Obras Seleccionadas
Poesia
- Não Desfazendo, Lisboa, Imprensa Nacional-Casa da Moeda, 2023 (Prémio Fundação Inês de Castro)
- As Orelhas de Karenin, Lisboa, Abysmo, 2019
- Roturas e Ligamentos, Lisboa, Abysmo, 2015 (ilustrações de André da Loba)

- Elogio do Outono, Lisboa,  Homem do Saco, 2014

- Experiências Descritivas: Dos sentidos das coisas/Círculos, Lisboa, Editorial Caminho, 2007  (Co-autoria de André Barata)
- Na Estranha Casa de Um Outro: Esboço de uma biografia poética, Lisboa, Asa, 2006
- Poética Breve, Lisboa, Black Sun Editores, 1998

Literatura para Crianças 
- SEMPRE!, Lisboa, Edições Assembleia da República, colecção: Missão Democracia, 2024 (ilustrações de Madalena Matoso)
- O Leão sem Juba, o Elefante sem Tromba e a Casa sem Telhado, Lisboa, Caminho, 2020 (ilustrações de Rachel Caiano)
- Um Hotel de Imensas Estrelas, Lisboa. FEC, 2019 (Ilustrações de Pedro Proença) (livro apoiado pelo instituto Camões)
- Animais e Animenos e outros bichos mais pequenos, Lisboa, Editorial Caminho, 2017 (ilustrações de Pedro Proença) (seleccionado pelo Plano nacional de Leitura)
- O Rapaz Que Não Se Tinha Quieto, Editorial Caminho, 2014 (ilustrações de Ana Ventura) (seleccionado pelo Plano Nacional de Leitura)
- Trapalhadas Azaradas com Bolo de Chantilly, APCC, 2011 (Ilustrações Maria João Worm)
- Teófilo Braga: Para além do Horizonte Azul, Direcção Regional dos Açores, 2011 (ilustrações Luís Henriques)
- Gastão, Vida de Cão, Editorial Caminho, 2010 (ilustrações Luís Henriques) (seleccionado pelo Plano Nacional de Leitura)
- Fred e Maria, Editorial Caminho, 2009 (Ilustrações de Luís Henriques) (seleccionado pelo Plano o Nacional de Leitura)
- Sabes, Maria, o Pai Natal não Existe, Editorial Caminho, 2008, Ilustrações de Luís Henriques (seleccionado para Plano Nacional de Leitura)
- O Tempo Canário e o Mário ao Contrário, Editorial Caminho, 2008, ilustrações de Luís Henriques
- Os Piolhos do Miúdo e os Miúdos do Piolho, Editorial Caminho, 2007, ilustrações de Luís Henriques
- A Família dos Macacos, Editorial Caminho, 2006, ilustrações de Luís Henriques (nomeado pela White Ravens - Feira Internacional Infantil de Bolonha)
- “O Rapaz que não se tinha quieto” in Quatro Histórias com Barão, Homenagem a Branquinho da Fonseca, Fundação Calouste Gulbenkian, 2005 (Vol. colectivo).
- A Verdadeira História de Alice, Lisboa, Editorial Caminho, 2004 (premiado em 2003, com o prémio Branquinho da Fonseca Expresso/Gulbenkian; seleccionado para o Plano Nacional de Leitura)

Volumes de colaboração Colectiva (conto/ficção)
- AAVV,  O Caso do Cadáver Esquisito: Novela Policial Cadavre Exquis, Lisboa, Associação Cultural Prado, 2011
- AAVV, Desacordo Ortográfico: Antologia Luso Brasileira, Porto Alegre, Não Editora, 2009
- AAVV, Um Rio de Contos, Antologia Luso Brasileira, Editorial Tágide, 2009